# بیگانه (فیلم ۲۰۱۷)
بیگانه (به انگلیسی: The Foreigner) نام یک فیلم سینمایی در ژانر تریلر و اکشن به کارگردانی مارتین کمبل و نوشته شده توسط دیوید مارکونی است که بر اساس رمانی چینی اثر استیون لیتر به رشته تحریر درآمده است.
داستان این فیلم دربارهٔ یک پدری (جکی چان) است که به دنبال انتقام دختر کشته شده‌اش می‌باشد. در سال ۲۰۱۸ جکی چان در این فیلم برنده جایزه «هوآدینگ» به عنوان «بهترین بازیگر در سینما» شد.